# Bartomeu Salleras Fuster
Bartomeu Salleras Fuster (Porreres, 1938 - Palma, 2005) fou un fotògraf. La seva vocació ja nasqué a la infància i en els anys de penúria de la postguerra aconseguí que els seus pares li regalassin una càmera. Als 14 anys començà a treballar a les cases de fotografia més conegudes de Palma: Casa Julià, Casa Martorell i, finalment, Casa Planas. Eren els inicis del turisme i els visitants volien endur-se la imatge de la seva estada a l'illa.
Va col·laborar a l'Última Hora, retratant la realitat illenca i la primera arribada dels famosos. Va ser empresari del petit comerç, obrint la seva pròpia tenda de fotografia. Ha estat el fotògraf oficial del President del Govern de les Illes Balears i ha plasmat les entrevistes amb persones destacades de la política, l'economia, la cultura i les arts.
Com a conseqüència de la seva professió, ell mateix es va convertir en una persona popular a les Illes Balears, conegut en tots els estaments de la
vida social. Des de 1978 a 2002, va captar la labor dels governs autonòmics i preautonòmics. El seu llegat fotogràfic és un valuós testimoni de l'evolució de les institucions de les Illes Balears. El 2006 va rebre a títol pòstum el Premi Ramon Llull.